# 伊蒂拉普昂
伊蒂拉普昂是巴西圣保罗州的一个市镇。总面积161.49平方公里，总人口5614人，人口密度34.8人/平方公里。